# Северо-Ингерманландский полк
Северо-Ингерманландский полк (фин. Pohjois-Inkerin rykmentti) — вооружённые силы кратковременного государственного образования Республика Северная Ингрия (1919—1920) на территории Карельского перешейка, во время Гражданской войны в России. Сформированный летом 1919 года из ингерманландских добровольцев Северо-Ингерманландский батальон, позднее преобразованный в Северо-Ингерманландский полк, участвовал в боевых действиях в приграничных с Финляндией районах Петроградского уезда. Расформирован в декабре 1920 года.

## Введение
Весной 1919 года в российской части Карельского перешейка по инициативе финской секции Петроградского Губкома РКП(б), началась кампания по проведению мобилизации ингерманландского населения в Красную армию. Мобилизация проходила настолько тяжело, что большевистское руководство прибегло к чрезвычайным мерам принуждения: принудительным работам, расстрелу дезертиров, конфискации имущества и захвату в заложники близких родственников. Широко использовалось насильственное изъятие у крестьян продуктов питания, кроме того из Северной Ингерманландии в Новгородскую губернию было вывезено 10 000 голов крупного рогатого скота. Карательными акциями руководил начальник внутренней обороны Петрограда, Я. X. Петерс.
Спасаясь от преследований, жители приграничных деревень переходили на финскую территорию. Всего в районе населённых пунктов Рауту (Сосново) и Раасули (Орехово) скопилось около трех тысяч беженцев.

## Создание
В мае 1919 года деревня Кирьясало (ныне на территории Всеволожского района Ленинградской области) была переполнена беженцами и охранялась организованным из них ополчением. Вооружение у беженцев было разношёрстное, руководили ими свои же ингерманландцы из крестьян, бывшие унтер-офицеры и солдаты старой армии. Возглавлял их принимавший участие в Первой мировой войне в звании прапорщика Юкка Тирранен и его брат Микко. Кроме них, руководил ополчением прапорщик Антти Тииттанен, получивший образование в Колпанской семинарии и работавший до революции корреспондентом газеты Инкери.
9 июня 1919 года состоявшееся в Рауту (современное Сосново) Собрание ингерманландцев решило организовать из беженцев, умеющих держать в руках оружие, регулярный вооружённый отряд для защиты Кирьясало. Ввиду того, что среди ингерманландцев не нашлось достаточно компетентного в военном деле руководителя, Собрание постановило подобрать на эту роль финна, приемлемого и для финского правительства, и для руководства белых. С этой целью представитель Временного комитета Северной Ингерманландии по делам финансов Пааво Тапанайнен выехал в Гельсингфорс. 17 июля 1919 года он получил одобрение со стороны официальных кругов Финляндии о назначении военного руководителя ингерманландцев. Им стал подполковник Георг Вильгельм (Юрьё) Эльфенгрен, ранее служивший в русской армии.
Эльфенгрена хорошо знало население приграничной полосы. Он обладал теми качествами, которые были необходимы для командира ингерманландцев в сложившейся ситуации. С одной стороны, он должен был полностью поддерживать ингерманландцев в борьбе за свою свободу, с другой стороны, быть опытным военным, имеющим образование и боевой опыт.
Эльфенгрен лично изъявил желание стать военным руководителем беженцев и получил на это согласие П. Тапанайнена. Занять указанный пост Эльфенгрена уполномочили: главнокомандующий финской армией генерал-майор Каарло Эдвард Кивекяс, начальник генерального штаба генерал-майор Xаннес Фердинанд Игнатиус и политик Эльмо Эдвард Кайла.
Затем он отправился в пограничный район, чтобы ознакомиться с положением дел на месте и приступить к возложенным на него обязанностям. Он посетил места расположения ингерманландцев, ознакомился с их настроением и наиболее острыми нуждами, а также побывал на военных учениях, которые проводил Ю. Тирранен на финской территории, встретился с членами Временного комитета и детально изучил положение дел.
Несмотря на крайне бедственное положение и нищету, из настроений ингерманландцев следовало, что они стремятся сняться с позиций и двинуться вперед в Ингерманландию, но, по его мнению, они к этому совершенно не были готовы. Он поселился вблизи станции Рауту, которая являлась центром расположения ингерманландцев и начал организационную работу по формированию, обучению и подготовке отряда к наступлению. Военное министерство Финляндии передало Временному комитету винтовки и патроны. По одним данным, пулемёты в данную поставку не входили, по другим — было поставлено 500 винтовок и 8 пулемётов.
Численность сформированного Эльфенгреном батальона составляла около 500 человек. Он состоял из нескольких рот, количество которых менялось в зависимости от общей его численности. Обмундирование отсутствовало, люди были одеты в свою крестьянскую одежду, которая к тому же сильно износилась. Одна из рот в полной боевой готовности несла дежурство по сторожевому охранению деревни Кирьясало. Остальные располагались на финской территории, где занимались обучением. Численно батальон понемногу увеличивался, как за счёт вновь прибывших через границу добровольцев из отдалённых деревень, так и за счёт прибывших участников боёв в Южной Ингерманландии.
В деревнях на берегу Ладожского озера крестьяне количеством 300—400 человек захватили оружие, в том числе два пулемёта. Образовавшийся отряд после боёв с красными пробился в Финляндию и попросил Временный комитет принять его под общее командование. Кроме того, пароход «Примерный», команда которого состояла из ингерманландцев, перешёл в финские воды Ладожского озера и предоставил себя в распоряжение Временного комитета. Вместе с ещё несколькими шхунами он составил флот республики.
К специальной вербовке Временный комитет не прибегал. Командование и всё делопроизводство как во Временном комитете, так и в батальоне велось на финском языке. Военное обучение осуществлялось согласно финским военным уставам. В батальоне в то время не было ни одного русского и ни одного финна кроме самого Эльфенгрена. Руководство состояло из прапорщика Тирранена, к которому позднее присоединились два прапорщика из Южной Ингерманландии. Личный состав состоял из бывших унтер-офицеров и рядовых солдат, в основном крестьян, не имевших боевого опыта.
17 июля Эльфенгрен заключил устное соглашение о своём вступлении в должность, а 24 июля 1919 года он был официально утверждён Временным комитетом на своем посту.

## Участие в боевых действиях

### Летнее наступление
26 июля Эльфенгрен отдал приказ о наступлении. Северо-Ингерманландский батальон начал движение по двум направлениям: на юг в сторону Лемболово и на восток на Никулясы. Позднее Эльфенгрен скажет, что начать выступление его заставили слухи о готовящихся большевиками репрессиях против жителей Северной Ингерманландии.
Основные силы ингерманландцев, обойдя с запада Лемболовское озеро, опрокинули заставы у Коркеамяки, Термолово, Мустолово и Кайдолово и вынудили пограничные части красных отойти. Северо-Ингерманландский батальон вошёл в Лемболово и разгромил местный совет, а в деревне Накколово был окружён штаб 3-го пограничного батальона. К востоку от Лемболовского озера ингерманландцы, обойдя с флангов пограничные части, вынудили их к отходу на Васкелово и захватили деревни Коросары, Соелово, Катумы. 28 июля другой отряд, наступавший вдоль побережья Ладожского озера, занял Верхние и Нижние Никулясы.
30 июля были заняты деревни Перемяки и Путкелово. В захваченных деревнях бойцы расправлялись с должностными лицами и сторонниками советской власти: в Никуляской волости было расстреляно 28 человек, в том числе секретарь Никуляского исполкома, его отец и председатель сельсовета; в Коркиамяки был убит сельский учитель; в Лемболово были расстреляны народный учитель и его жена. Был схвачен и приговорён к расстрелу секретарь Лемболовского совета, однако он был только ранен и сумел спастись. Были расстреляны 25 пленных красноармейцев. Причём с обеих сторон воевали исключительно ингерманландцы. Отношение местного населения к «освободителям» не было единодушным: часть жителей поддержала их (к повстанцам примкнули около 200 местных жителей), другие отнеслись враждебно, во всяком случае, Эльфенгрен не получил той массовой поддержки, на которую он рассчитывал. Не оправдался и его расчёт на то, что регулярные финские войска поддержат его рейд.
Выступление 580 плохо вооружённых повстанцев не достигло своих целей. На несколько дней в их руках оказалась почти вся пограничная полоса. Однако после того, как красные перебросили подкрепления, повстанцы отступили, сохранив за собой Кирьясальский выступ.
Бои разгорелись и на побережье Ладожского озера, на землях лютеранского прихода Миккулайнен. Небольшая группа повстанцев, действовавшая автономно от основных сил, пополнилась местными жителями и оказала серьезное сопротивление превосходящим силам красных. Приграничные деревни несколько раз переходили из рук в руки. Красные вынуждены были направить из Шлиссельбурга к берегу Ладожского озера два миноносца, которые обстреляли из артиллерии прибрежные деревни, высадили десант и заняли Никулясы.
Эльфенгрен рассчитывал на то, что его наступление вызовет народное восстание в приграничных деревнях, однако позиция большинства населения осталась выжидательной. На результатах сказалось и то, что он не получил ожидаемой помощи от правительства Финляндии, которое объявило действия Эльфенгрена провокацией. Кроме того, сказались действия командира финской 2-й дивизии генерал-майора Чеслова, который закрыл границу и не стал помогать ингерманландцам.
2 августа Эльфенгрен был отстранён от командования. Временный комитет предложил на пост командира батальона лейтенанта Юкку Тирранена, но он в тот момент был болен. На его место 6 августа был назначен финский офицер, лейтенант Элья Рихтниеми.
Министр иностранных дел Э. Р. Холсти предложил арестовать Эльфенгрена за причинённые Финляндии неприятности на международном уровне. В финских газетах было опубликовано официальное сообщение о том, что финское правительство не имеет к данному выступлению никакого отношения. С советской стороны на основании приказа комитета обороны за № 44 от 6 июля 1919 года, в Северной Ингерманландии была организована Чрезвычайная Комиссия, «…чтобы обеспечить тыл Карельского участка фронта (произвести выселения, чистку, облавы для изъятия оружия и т. п.)». Десятки местных крестьян были взяты в заложники, расстреляны или отправлены в концлагеря.
В течение лета-осени 1919 года Юрьё Эльфенгрен налаживал контакты с представителем Н. Н. Юденича в Финляндии генералом А. А. Гулевичем и главой Северо-Западного правительства С. Г. Лианозовым. Серьёзная финансовая помощь со стороны белых позволила создать свой госпиталь, улучшить довольствие и ввести собственную военную форму. Форма была пошита из серого сукна и значительно отличалась от финского и русского образцов.
Списочный состав Северо-Ингерманландского батальона на 18 августа 1919 года насчитывал 799 человек. Затем батальон был преобразован в полк и осенью 1919 года полк насчитывал уже более полутора тысяч человек. Полк принёс утверждённую Временным комитетом присягу, и в торжественной обстановке получил полковое жёлто-сине-красное знамя.
Ввиду увеличения численности полка, произошли организационные перемены. Отдельно действовавшие роты были объединены в два самостоятельных батальона и, кроме того, были сформированы отдельная пулемётная команда, учебная команда для подготовки командного состава и команда связи. Были созданы хлебопекарни, различные мастерские, а также свой военный музыкальный оркестр. Чтобы не разбрасываться по мелким деревням пограничной области и сохранить отряд сосредоточенным, один батальон под руководством Тирранена базировался в Кирьясало, другой батальон, хозяйственная часть и Эльфенгрен находились в финской деревне Раасули (современное Орехово). У побережья Ладожского озера располагался третий батальон. Устроившись на новых местах, полк наладил телефонную связь с Кирьясало и Рауту.
В это же время в деревне Раасули стали появляться финские добровольцы, как из офицеров или унтер-офицеров, так и из рядовых и даже штатских. Узнав об участии Эльфенгрена в ингерманландской кампании, пришли многие его однополчане, однако, ссылаясь на имеющееся распоряжение, Эльфенгрен упорно отклонял просьбы о приёме на службу лиц неингерманландской национальности.

### Осеннее наступление
По одним данным, 10 октября по просьбе Временного комитета Северной Ингерманландии Эльфенгрен вернулся на свой пост. По другим данным, 6 октября Временный комитет Северной Ингерманландии вновь избрал Эльфенгрена командиром полка, а 15 октября финские военные власти утвердили это назначение. Для налаживания штабной работы и службы в полку, на должность начальника штаба был приглашён его младший брат Евгений-Владимир Эльфенгрен, майор, командир батальона инженерных войск в Миккели.
Новое наступление ингерманландцев, начавшееся 21 октября (по другим данным 22 октября), планировалось совместно с Юденичем. Кульминацией его должно было стать взятие Токсова — основного культурного и экономического центра Северной Ингерманландии. При штабе Эльфенгрена в качестве наблюдателей находились четыре офицера Северо-Западной армии. Двое из них были офицерами разведки и участвовали в разведоперациях вместе с ингерманландцами, были ранены.
План наступления был разработан Эльфенгреном совместно с Ю. Тирраненом и А. Титтаненом. 1-й и 2-й батальоны полка, сосредоточенные в Кирьясало, под командованием ротмистра Эркки Вармавуори и егерь-лейтенанта Оскара Карлссона, должны были продвигаться в лемболовском направлении. 1-й батальон через деревни Мустолово и Лемболово, а 2-й через лемболовский пасторат. 3-й батальон, находившийся в Таннари на побережье Ладожского озера на финской стороне границы, должен был наступать в направлении Нижних и Верхних Никуляс. Таким образом Лемболовское озеро охватывалось с двух сторон. Затем наступающие должны были с обоих направлений выйти к железнодорожной станции Грузино.
На втором этапе наступления ставилась задача занять Токсово. Эльфенгрен поручил двум бойцам своего полка Томасу Маркку и Акселю Саволайнену водрузить ингерманландский флаг на вершине Понтусовой горы в Токсово.
22-23 октября основные силы под командованием Ю. Тирранена заняли Коркиамяки, Кайдолово, Лемболово и Керро, затем захватили Гарболово, вышли к железной дороге и атаковали станцию Грузино. Красноармейцы, оборонявшие станцию, отступили. В это же время 3-й батальон, наступавший вдоль ладожского побережья, занял Никулясы, Нясси и Волоярви, продвинулся до Тозерово и оттуда повернул направо, стремясь также выйти к железнодорожной линии. Достичь намеченной цели он не смог, встретив сильное сопротивление и израсходовав боезапас. Кроме того к нему пристала масса невооружённых гражданских лиц, скрывавшихся от большевиков в лесах.
Одной из первых в бой с ингерманландцами вступила рота «красных финнов», которая была переброшена по железной дороге на станцию Пери. На короткое время ингерманландцам удалось захватить станцию Грузино. Но затем прибыл отряд рабочих Шлиссельбургского порохового завода, которым командовал член Военного совета Петроградского укреплённого района И. П. Жук и бронепоезд. В самом начале боя у станции Грузино И. П. Жук погиб, однако части Эльфенгрена дальше продвинуться не смогли.
Согласно политсводкам 7-й армии, 26 октября 1919 года на станции Грузино отряд красноармейцев численностью 540 человек противостоял ингерманландцам в количестве не более 500 человек. При этом красноармейцев пришлось силой принуждать выгружаться из вагонов. При первых же выстрелах красноармейцы стали разбегаться. Пытавшийся их остановить член Военсовета Иустин Жук был убит. Лишь после прибытия подкреплений и артиллерии ингерманландцы отступили по всему фронту.
Северо-Ингерманландскому полку в осеннем наступлении противостояли уже регулярные силы Красной армии. Со стороны финских войск наступление полка снова не получило поддержки. Обещанный финнами эшелон с артиллерией и боеприпасами был задержан и в Рауту не прибыл. Помощь Генерального штаба Финляндии ограничилась передачей военно-топографических карт.
В своих донесениях командиры северо-ингерманландских батальонов сообщали, что красноармейцы воюют неохотно и при первой возможности стремятся сдаться в плен, таких пленных было взято около 100 человек. Однако в количественном отношении Красная армия значительно превосходила силы ингерманландцев, а также имела артиллерию и два бронепоезда. Отбив станцию Грузино красные развернули наступление. Некоторые деревни по нескольку раз переходили из рук в руки. С жестокими боями, испытывая сильный недостаток боеприпасов 3 ноября 1919 года Северо-Ингерманландский полк отступил в Кирьясало.
В ходе развернувшихся боёв и притока добровольцев в Северо-Ингерманландском полку были образованы ещё две роты, в результате чего он стал насчитывать 11 рот. Кроме того, в полк, в ограниченном количестве стали принимать финских добровольцев:
| № | Время вступления в полк | Офицерский состав | Рядовые и сержанты | Гражданские добровольцы | Всего |
| - | ----------------------- | ----------------- | ------------------ | ----------------------- | ----- |
| 1 | 19.07.1919—19.10.1919   | 15                | 30                 | 12                      | 57    |
| 2 | 20.10.1919—31.10.1919   | 8                 | 19                 | 17                      | 44    |
| 3 | 01.11.1919—29.02.1920   | 11                | 64                 | 82                      | 157   |
| 4 | 01.03.1920—24.09.1920   | 5                 | 5                  | 10                      | 20    |
| 5 | Всего                   | 39                | 118                | 121                     | 278   |

5 ноября состоялось совещание штаба в Раасули. Было решено после получения боеприпасов начать новое наступление. Для этой цели были собраны все разбросанные остатки полка численностью около 1000 человек и 16 пулемётов. В Раасули прибыли новые финские добровольцы с одним лёгким орудием, однако ввиду участившихся случаев самовольного перехода финских офицеров на службу к ингерманландцам, им запрещалось появляться в приграничной полосе. Кирьясало было укреплено окопами и проволочными заграждениями. Железнодорожный путь Рауту — Раасули был демонтирован. Однако, несмотря на многочисленные пограничные стычки в ноябре 1919 года, третьего широкомасштабного наступления не произошло.

## Расформирование
В начале ноября войска были переведены на зимнее положение, были приобретены лыжи и белые маскировочные халаты, пулемёты поставлены на лыжные установки.
16 ноября, для поднятия морального духа бойцов Временный комитет Северной Ингрии учредил за отличие в деле национального освобождения Ингерманландии свои ордена и медали.
К январю 1920 года численность полка сократилась до 1728 человек.
К февралю 1920 года в полку насчитывалось 1667 человек. 12 февраля 1920 года Юрьё Эльфенгрен оставил свой пост и вскоре стал представителем П. Н. Врангеля и Б. В. Савинкова в Финляндии. Временный комитет Северной Ингерманландии торжественно вручил ему Крест Белой Стены. Такими же крестами из финнов были награждены лишь президент республики, министр иностранных дел и военный министр. Командиром полка был назначен ингерманландец Юкка Тирранен.
Северо-Ингерманландский полк экономически был в затруднительном положении. Государственный совет Финляндии утвердил условия содержания полка и месячное денежное содержание, но при этом полк должен был помогать финским властям в охране границы. В соответствии с приказом коменданта приграничного района полк присоединялся к финской группировке, действующей по плану прикрытия на Карельском перешейке.
В марте военное министерство Финляндии заменило Ю. Тирранена майором Альфредом Вансаненом из Саволакского егерского полка. 16 марта 1920 года А. Вансанен приступил к исполнению обязанностей. В тот же день прибыл командированный министерством егерь-капитан Калле Куокканен, которому было поручено оказывать помощь Вансанену в руководстве полком и одновременно командовать 1-м батальоном.
Ингерманландцы были утомлены тяготами военной жизни. Многие начали подумывать о возвращении в родные деревни. В результате возникли проблемы дисциплинарного характера, возрос поток дезертиров. В ротах стали появляться большевистские настроения. В отсутствие Эльфенгрена, два финских офицера-добровольца, занимавших должности командиров батальонов напились, переругались и устроили боевые действия между собой с применением пулемётов. Один из офицеров погиб.
В мае 1920 года численность полка сократилась до 1420 человек. Боеспособные военнослужащие в возрасте от 19 до 30 лет составляли 52,2 % от общей численности полка.
В июне 1920 года новый комендант пограничного района Карельского перешейка егерь-полковник Эрик Хенрике предложил военному министру Финляндии удалить полк на финскую сторону, а затем распустить.
Летом 1920 года в полку оставалось 813 человек личного состава и 143 лошади. Государственный совет Финляндии принял решение распустить Северо-Ингерманландский полк, заменив его регулярными финскими частями.
6 июля полк был преобразован в Северо-Ингерманландский особый батальон, насчитывающий четыре роты и пушечную батарею. Батальон должен был нести пограничную службу, вступать в бовые действия он мог теперь только по приказу Верховного главнокомандующего Финляндии.
28 сентября командиром батальона был назначен егерь-капитан Юсси Сихво. Во второй половине сентября численность батальона сократилась до 418 человек, также сократилось количество лошадей до 35.
К концу 1920 года ингерманландцы несли пограничную службу на шести сторожевых и четырех передвижных постах, артиллерийская батарея была упразднена.
- Отдание воинских почестей ингерманландскому флагу на прощальном параде в Кирьясало 06.12.1920 г.

6 декабря Северо-Ингерманландский батальон провёл последний парад в Кирьясало. Комендант пограничного района Э. Хенрике произвёл смотр строя. После этого он сказал речь: «Ингерманландские солдаты! Пограничный комендант Карельского перешейка приветствует Вас, последних ингерманландцев. Много горя испытали солдаты, прежде чем оставили свои родные очаги и свободный труд землероба и перешли финскую границу. Я приветствую Вас, ребята! С гордостью до последних дней буду помнить Ваше участие в ожесточенной борьбе. Я приветствую Вас и благодарю за ту службу, которую Вы добровольно выполняли для Финляндии, сторожевую службу, пока несчастье было в Ваших домах…» После походного богослужения в 9 часов 48 минут капитан Юсси Сихво отдал Северо-Ингерманландскому батальону исторический приказ — марш на финскую сторону. В Финляндию ушли и 348 мирных жителей Кирьясало со скотом.
16 декабря 1920 года в Валкъярви на прощальном параде на льду озера, был зачитан приказ министра обороны Финляндии Бруно Яландера о расформировании Северо-Ингерманландского особого батальона.

## Командование
- Антти Тииттанен
- Юкка Тирранен
- Юрьё Эльфенгрен
- Элья Рихтниеми
- Юсси Сихво

- май 1919 — 9 июня, 1919 — прапорщик Юкка Тирранен, прапорщик Микко Тирранен, прапорщик Антти Тииттанен
- 9 июня, 1919 — 24 июля, 1919 — прапорщик Юкка Тирранен
- 24 июля, 1919 — 2 августа, 1919 — подполковник Юрьё Эльфенгрен
- 2 августа, 1919 — 15 октября, 1919 — лейтенант Элья Рихтниеми
- 15 октября, 1919 — 12 февраля, 1920 — подполковник Юрьё Эльфенгрен
- 12 февраля, 1920 — 16 марта, 1920 — лейтенант Юкка Тирранен
- 16 марта, 1920 — 28 сентября, 1920 — майор Альфред Вансанен
- 28 сентября, 1920 — 16 декабря 1920 — егерь-капитан Юсси Сихво